# Ochthebius figueroi
Ochthebius figueroi är en skalbaggsart som beskrevs av Garrido Gonzales, Valladares Diez och Régil Cueto 1991. Ochthebius figueroi ingår i släktet Ochthebius och familjen vattenbrynsbaggar. Inga underarter finns listade i Catalogue of Life.